# Doyen
Das Wort Doyen [dwaˈjɛ̃ː] (weibliche Form Doyenne [dwaˈjɛn]) stammt aus dem Französischen und bedeutet Dekan, Ältester. In einem erweiterten Sinn wird der Begriff für eine führende Persönlichkeit auf einem bestimmten Gebiet verwendet. Der Ursprung des Wortes liegt im lateinischen decanus.

## Doyen in der Auslandsvertretung

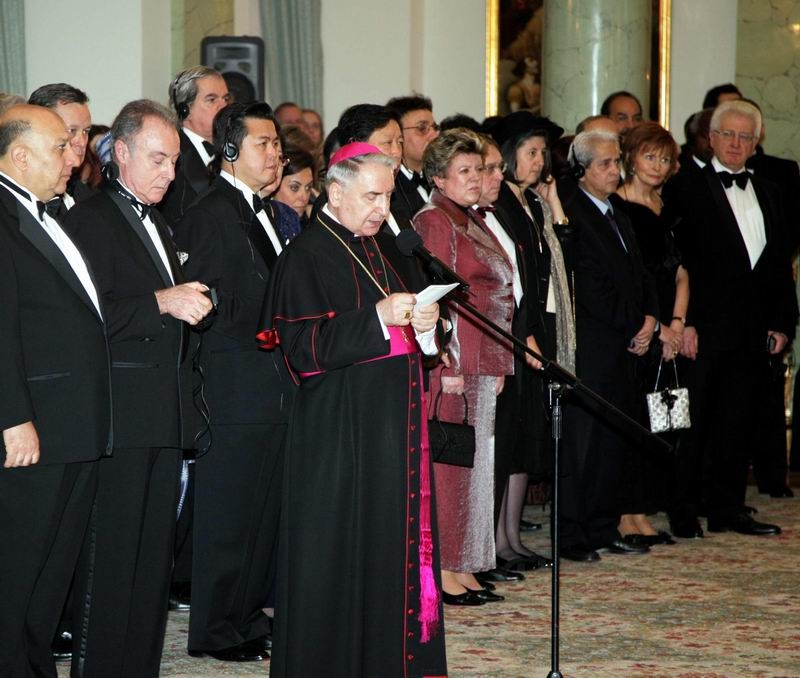
Nuntius Jozef Kowalczyk als Doyen des polnischen diplomatischen Corps (2007)

Man unterscheidet zwischen diplomatischen und konsularischen Auslandsvertretungen; beide werden jeweils durch einen Doyen vertreten.

### Doyen der diplomatischen Vertretungen
Doyen heißt das älteste bzw. rangälteste Mitglied in einem diplomatischen Corps (also der Botschafter, der schon am längsten im Land ist) und ist dessen Wortführer und Vertreter bei feierlichen Anlässen. Er vermittelt auch bei Konflikten innerhalb des jeweiligen diplomatischen Corps.
Die Rangfolge der Mitglieder des diplomatischen Corps in Deutschland ergibt sich aus der Anciennitätenliste des Auswärtigen Amts.

#### Apostolischer Nuntius als Doyen
In vielen Staaten, die mit dem Heiligen Stuhl diplomatische Beziehungen pflegen, übernimmt der Apostolische Nuntius dauerhaft die Rolle des Doyen des örtlichen diplomatischen Corps. Dadurch werden Konflikte zwischen den Botschaftern um die Führungsrolle bei Staatsempfängen vermieden. Die Rangfolge nach Dienstalter würde unter Umständen den Vertretern kleinerer Staaten, deren Personal weniger oft rotiert, automatisch eine Führungsrolle zuweisen, die möglicherweise nicht beabsichtigt wird. Falls hingegen ein Vertreter eines größeren oder einflussreicheren Staates unangemessen bevorzugt würde, so würden die Vertreter des jeweils anderen Staates dies als diplomatischen Affront empfinden (wie etwa am historischen Beispiel des Londoner Kutschenstreites von 1661 deutlich wurde).
Der derzeitige (2025) Doyen des diplomatischen Corps in Deutschland ist, diesem Grundsatz folgend, der Apostolische Nuntius Nikola Eterović (2013 ernannt). In Österreich und in der Schweiz sind es seine Amtskollegen Pedro López Quintana (seit 2019) bzw. Martin Krebs (seit 2021).

#### Militärattachés
Auch unter den Militärattachés als Teil des diplomatischen Korps gibt es einen Doyen. In Deutschland ist dies (2020) aktuell der schwedische Militärattaché.

### Doyen der konsularischen Vertretungen
Der Doyen ist das höchste Amt innerhalb des konsularischen Corps (auch: Korps), der Vertretung aller konsularischen Vertretungen einer Region und wird aufgrund der längsten Anciennität im Corps bestimmt. Er vertritt das Corps u. a. als Sprecher und Vertreter bei feierlichen Anlässen.

## Doyens in der Wissenschaft
In der akademischen Welt werden angesehene ältere Wissenschaftler als Doyens (auch Nestor oder Koryphäe oder Pionier oder Wegbereiter) ihres Faches bezeichnet, wenn ihr Lebenswerk die allgemeine Denkschule ihrer Disziplin in herausragender Weise geprägt hat. Ein Beispiel für einen Wissenschaftler, der als Doyen bezeichnet wird, ist der Paläoanthropologe Phillip Tobias.

## Doyen oder Doyenne an österreichischen Theatern
Ein Doyen oder eine Doyenne ist auch ein besonderes Mitglied des Theaters, ursprünglich des Wiener Burgtheaters. Diese Ehrenauszeichnung tragen jeweils eine Dame und ein Herr im Ensemble, meistens die dienstältesten Ensemblemitglieder, und somit bleiben sie bis zu ihrem Ableben engagiert. Sie dürfen nicht in Ruhestand versetzt werden und haben Recht auf eine den Burgtheater-Gepflogenheiten entsprechende Bestattung. Sie haben eine Art repräsentative Funktion und vertreten das Haus nach außen. Zurzeit trägt Michael Heltau diesen Titel. Von 2014 bis 2025 war Elisabeth Orth Doyenne des Burgtheaters und von 2001 bis 2014 Annemarie Düringer, von 1987 bis 2000 war dies Paula Wessely. Vorgängerinnen waren Adrienne Gessner, Rosa Albach-Retty, Hedwig Bleibtreu und Christiane Weidner. Doyen des Burgtheaters waren Fred Liewehr, Otto Tressler, Fred Hennings und Karl Eidlitz.
Am Theater in der Josefstadt tragen diesen Titel Kammerschauspielerin Marianne Nentwich (seit 2. Oktober 2014, anlässlich ihres 50-jährigen Bühnenjubiläums) und Kammerschauspieler Otto Schenk. Kammerschauspielerin Elfriede Ott war Ehren-Doyenne.
Am Wiener Volkstheater war Hilde Sochor die Doyenne des Hauses.
An der Wiener Staatsoper wurde 2001 Werner Resel und 2006 Peter Schmidl zum Doyen ernannt.